# Loralai (Distrikt)
Der Distrikt Loralai (Urdu ضلع لورالائی) ist ein Verwaltungsdistrikt in Pakistan in der Provinz Belutschistan. Sitz der Distriktverwaltung ist die Stadt Loralai.
Der Distrikt hat eine Fläche von 9830 km² und nach der Volkszählung von 2017 397.400 Einwohner. Die Bevölkerungsdichte beträgt 40 Einwohner/km².

## Geografie
Der Distrikt befindet sich im Nordosten der Provinz Belutschistan, die sich im Westen von Pakistan befindet. Geografisch ist der Bezirk gebirgig und Täler ziehen sich durch die verschiedenen Gebirgsketten, in denen der Großteil der Einwohner lebt.

## Klima
Das Klima in Loralai ist trocken, aber es variiert mit der Höhe; in großer Höhe ist es kalt und trocken, in geringer Höhe dagegen deutlich wärmer.

## Verwaltungsgliederung
Der Distrikt ist administrativ in drei Tehsil unterteilt:
- Duki
- Bori
- Mekhter

## Demografie
Zwischen 1998 und 2017 wuchs die Bevölkerung um jährlich 2,46 %. Von der Bevölkerung leben ca. 16 % in städtischen Regionen und ca. 84 % in ländlichen Regionen. In 55.876 Haushalten leben 212.451 Männer und 184.948 Frauen, woraus sich ein Geschlechterverhältnis von 114,9 Männer pro 100 Frauen ergibt und damit einen für Pakistan häufigen Männerüberschuss. Die Bevölkerung besteht zur Mehrheit aus Paschtunen.
Die Alphabetisierungsrate in den Jahren 2014/15 bei der Bevölkerung ab 10 Jahren liegt bei 44 % (Frauen: 22 %, Männer: 61 %).
| Jahr | Einwohnerzahl |
| ---- | ------------- |
| 1998 | 250.147       |
| 2017 | 397.400       |

## Wirtschaft
Der meisten Arbeitnehmer sind in der Landwirtschaft beschäftigt.